# Hypseleotris hotayensis
Hypseleotris hotayensis är en fiskart som först beskrevs av Mai, 1978.  Hypseleotris hotayensis ingår i släktet Hypseleotris och familjen Eleotridae. Inga underarter finns listade i Catalogue of Life.